# 신주리
신주리(1977년 9월 29일 ~ )는 대한민국의 전직 탤런트 다

## 수상
- 1996년 광고 대상

## 학력
- 안성여자중학교
- 안성여자고등학교
- 서울예술대학교 영화학과 전문학사

## TV 드라마
- 2001년 SBS 《오픈드라마 남과 여 - 수요일의 여자》
- 2000년 SBS 《여자만세》
- 2000년 KBS2 《여비서》
- 2000년 MBC 시트콤 《세 친구》 - 안연홍 모 이수나가 라디오 청취하던 라디오 사극 드라마 성우(국왕 왕비의 첫째 친정 누이동생) 역으로 목소리 출연
- 1999년 SBS 《그녀의 선택》
- 1999년 MBC 시트콤 《점프》
- 1999년 KBS2 《유정》
- 1999년 MBC 시트콤 《여자 대 여자》
- 1999년 SBS 《지금은 사랑할 때》
- 1998년 KBS2 《바람처럼 파도처럼》
- 1998년 SBS 《엄마의 딸》
- 1998년 SBS 《7인의 신부》 - 맹아름 역
- 1998년 MBC 《베스트극장 - 숨은 얼굴 찾기》
- 1998년 SBS 《삼김시대》
- 1998년 MBC 《육남매》 종철 애인 정미 역
- 1997년 KBS2 시트콤 《아무도 못말려》
- 1997년 MBC 시트콤 《남자 셋 여자 셋》
- 1997년 SBS 《여자》
- 1997년 MBC 《의가형제》 - 윤레지나 역 (김준기 과장의 연인)
- 1997년 MBC 《전원일기》 - 경기도 양주 화도읍 읍장의 경기도 평택 사는 5촌 조카딸 역
- 1996년 KBS2 《스타트》 - 신지영 역

## 영화
- 1999년 연풍연가 - 연예인 커플 여역(특별출연)

## 광고
- 리바트가구
- 아모레퍼시픽 (라네즈, 샤벳리프레셔, 엔와이엘로우, 라네즈어드밴스 등)